# Подобін
Подобін (пол. Podobin) — село в Польщі, у гміні Недзьведзь Лімановського повіту Малопольського воєводства.
Населення — 1270 осіб (2011).
У 1975-1998 роках село належало до Новосондецького воєводства.

## Демографія
Демографічна структура станом на 31 березня 2011 року:
|          | Загалом | Допрацездатний вік | Працездатний вік | Постпрацездатний вік |
| -------- | ------- | ------------------ | ---------------- | -------------------- |
| Чоловіки | 650     | 189                | 416              | 45                   |
| Жінки    | 620     | 186                | 340              | 94                   |
| Разом    | 1270    | 375                | 756              | 139                  |